# Fontenelle (cratère)
Fontenelle est un cratère d'impact lunaire situé au Nord de la face visible de la Lune. Il se situe sur le bord septentrional de la Mare Frigoris, au nord-est du cratère Birmingham et au sud-est du cratère Anaximenes. 
Le contour du cratère Fontenelle est circulaire mais irrégulier avec un aspect dentelé. L'intérieur est rugueux avec un pic central en forme de petite colline. À l'est de ce cratère se trouve une configuration inhabituelle géométrique de la surface lunaire avec une forme angulaire. Ce lieu est dénommé "Place de Mädler", d'après le sélénographe et astronome allemand Johann Heinrich von Mädler qui l'a identifié.
En 1935, l'Union astronomique internationale lui a attribué le nom de Fontenelle en l'honneur de l'écrivain et philosophe français Bernard Le Bouyer de Fontenelle.

## Cratères satellites
Par convention, les cratères satellites sont identifiés sur les cartes lunaires en plaçant la lettre sur le côté du point central du cratère qui est le plus proche de Fontenelle.
| Fontenelle | Latitude | Longitude | Diamètre |
| ---------- | -------- | --------- | -------- |
| A          | 67.5° N  | 16.1° W   | 21 km    |
| B          | 61.9° N  | 23.0° W   | 14 km    |
| C          | 64.4° N  | 27.2° W   | 13 km    |
| D          | 62.5° N  | 23.4° W   | 17 km    |
| F          | 64.4° N  | 28.2° W   | 11 km    |
| G          | 59.5° N  | 18.3° W   | 4 km     |
| H          | 64.1° N  | 20.1° W   | 6 km     |
| K          | 69.6° N  | 15.6° W   | 7 km     |
| L          | 66.5° N  | 16.6° W   | 6 km     |
| M          | 63.1° N  | 28.8° W   | 9 km     |
| N          | 64.0° N  | 29.7° W   | 8 km     |
| P          | 64.1° N  | 17.2° W   | 6 km     |
| R          | 64.3° N  | 18.8° W   | 6 km     |
| S          | 65.3° N  | 26.7° W   | 7 km     |
| T          | 66.3° N  | 25.7° W   | 7 km     |
| X          | 60.5° N  | 27.8° W   | 7 km     |